# Calatafimi-Segesta
Calatafimi-Segesta – miejscowość i gmina we Włoszech, w regionie Sycylia, w prowincji Trapani.
Według danych na rok 2004 gminę zamieszkiwały 7423 osoby, 48,2 os./km².